# 会津加納駅
会津加納駅（あいづかのうえき）は、福島県耶麻郡熱塩加納村（現・喜多方市熱塩加納町）にあった日本国有鉄道（国鉄）日中線の駅（廃駅）である。日中線の廃線にともない、1984年（昭和59年）に廃止された。

## 駅構造
単式ホーム1面1線の地上駅であった。また、貨物扱い時代の名残として、側線2本と喜多方側に側線1本を有した。

## 歴史
- 1938年（昭和13年）8月18日：開業[1][2]。一般駅[1]。
  - 当時の所在地表記は福島県耶麻郡加納村大字加納であった[2]。
- 1983年（昭和58年）11月1日：貨物取り扱い廃止[1][3]。駅員無配置駅となる[4]。
- 1984年（昭和59年）
  - 2月1日：荷物取り扱い廃止[1]。
  - 4月1日：廃止[1]。

## 現状
駅舎は撤去され、構内跡地は福島県道335号大平喜多方線として整備されており、貨物用側線2本があった場所は道路幅がやや広くなっている。駅前通りは更地になっており、喜多方側の貨物用側線があった場所には国道121号に繋がる道路が新しく出来ている。道路沿いには、再現された駅名標が建っている。熱塩寄りにあった陸橋は取り壊されて福島県道336号熱塩加納会津坂下線の起点となっている。

## 隣の駅
日本国有鉄道
日中線
上三宮駅 - 会津加納駅 - 熱塩駅